# Läther
Läther studijski je album američkog glazbenika Franka Zappe, koji postumno izlazi u rujnu 1996.g. Album sadrži komplet od tri CD-a.
Läther sadrži neobjavljene skladbe i neke neobjavljene poznate melodije koje su alternativno miksane i kojima je producent Zappa, a pojavljuju se zasebno na četiri albuma iz 1978. i 1979. Zappa in New York (1978.), Studio Tan (1978.), Sleep Dirt (1979.) i Orchestral Favorites (1979.), i neke odrađene za Shut Up 'n Play Yer Guitar (1981.). Čitava gnjavaža oko legalnosti i prekida suradnje sa "Warner Brosom.", Zappa se odlučuje na odgodu izlaska materijala jer nije bilo moguće objaviti album pod imenom Läther. Priče su varirale u raznim verzijama ali prema riječima Gail Zappe, Zappa je koncipirao materijal kao box-set od četiri albuma, što "Warner Bros." odbija izdati.
Omot albuma je parodija na progresivni rock album Atom Heart Mother od glazbenog sastava Pink Floyd.

## Popis pjesama
Sve pjesme napisao je Frank Zappa.

### Disk 1
1. "Re-gyptian Strut" – 4:36
2. "Naval Aviation in Art?" – 1:32
3. "A Little Green Rosetta" – 2:48
4. "Duck Duck Goose" – 3:01
5. "Down in de Dew" – 2:57
6. "For the Young Sophisticate" – 3:14
7. "Tryin' to Grow a Chin" – 3:26
8. "Broken Hearts Are for Assholes" – 4:40
9. "The Legend of the Illinois Enema Bandit" – 12:43
10. "Lemme Take You to the Beach" – 2:46
11. "Revised Music for Guitar & Low Budget Orchestra" – 7:36
12. "RDNZL" – 8:14

### Disk 2
1. "Honey Don't You Want a Man Like Me" – 4:56
2. "The Black Page #1" – 1:57
3. "Big Leg Emma" – 2:11
4. "Punky's Whips" – 11:06
5. "Flambe" – 2:05
6. "The Purple Lagoon" – 16:22
7. "Pedro's Dowry" – 7:45
8. "Läther" – 3:50
9. "Spider of Destiny" – 2:40
10. "Duke of Orchestral Prunes" – 4:21

### Disk 3
1. "Filthy Habits" – 7:12
2. "Titties 'n Beer" – 5:23
3. "The Ocean Is the Ultimate Solution" – 8:32
4. "The Adventures of Greggery Peccary" – 21:00
5. "Regyptian Strut (1993)" – 4:42
6. "Leather Goods" – 6:01
7. "Revenge of the Knick Knack People" – 2:25
8. "Time Is Money" – 3:04

## Vanjske poveznice
- Informacije na Lyricsu
- Detalji o izlasku albuma